# Força Radwan
La Força al-Hajj Radwan (àrab: فوج الحاج رضوان, Fawj al-Ḥājj Raḍwān) és una unitat de forces d'operacions especials de Hezbol·là. La seva missió principal és infiltrar-se al territori d'Israel, amb una atenció específica a Galilea i al nord d'Israel.

## Descripció
Hezbol·là ha entrenat combatents de les forces especials des de la dècada de 1990, que avui formen part de la Força Radwan. Originalment coneguda com a "Força d'Intervenció Ràpida" o "Unitat d'Intervenció", va ser rebatejada l'any 2008 en honor a Imad Fayez Mughniyah, un alt líder de Hezbol·là també conegut amb el nom de "Hajj Radwan". Les Forces Radwan tenen una experiència particular en incursions i tàctiques d'unitats petites
Malgrat la Resolució 1701 de les Nacions Unides, que exigeix a Hezbol·là que retiri les seves forces al nord del riu Leontes, la Força Radwan continua desplegada al llarg de la Línia Blava —la frontera controlada per les forces de pau de les Nacions Unides— fent vigilància i recopilant informació al nord d'Israel. La unitat ha estat activa en diversos conflictes, inclosa la Guerra Civil siriana i les escaramusses en curs al llarg de la frontera entre el Líban i Israel.
La unitat ha estat involucrada en els combats sorgits després de l'atac de Hamàs del 7 d'octubre de 2023. El 31 de març de 2024, el comandant Ismail Al Zin, responsable la unitat de míssils antitancs de la força Radwan, responsable de nombrosos atacs contra Israel va morir en un atac amb dron al Líban. Un atac aeri israelià al sud de Beirut el 20 de setembre va matar almenys 31 persones, entre elles el cap d'operacions i comandant de la unitat d'elit Radwan de Hezbol·là Ibrahim Aqil i altres membres de la unitat d'elit mentre celebraven una reunió. Haidar Hashem, responsable de les forces navals de la Força Radwan va morir a Tir el 3 de març de 2025 en un atac de dron israelià.

## Missió
La Força Radwan és una unitat d'operacions especials de les forces armades d'Hezbol·là, encarregada de llançar atacs ofensius al territori israelià i capturar comunitats civils a Galilea. Els funcionaris israelians esperen que la Força Radwan lideri qualsevol futura infiltració d'Hezbol·là a Israel, semblant als atacs del 7 d'octubre de Hamàs. A més, la Força Radwan duu a terme operacions de reconeixement i intel·ligència contra objectius israelians utilitzant UAV. La sofisticació i l'armament avançat de la unitat expliquen com Hezbol·là, des de la Guerra del Líban de 2006, s'hagi vist cada cop més com a una organització militar especialment sofisticada tenint en compte que es tracta d'un actor no estatal. Segons Hezbol·là, la funció de la Força Radwan és també la de realitzar "emboscades, assassinats o operacions que requereixen una infiltració profunda".

## Insígnia
La insígnia de la Força al-Hajj Radwan consisteix en un lleó rugent que sosté l'espasa Dhu-l-Faqar.

## Equipament
El militant va vestit amb roba tàctica negra i porta un passamuntanyes negre i ulleres fosques.

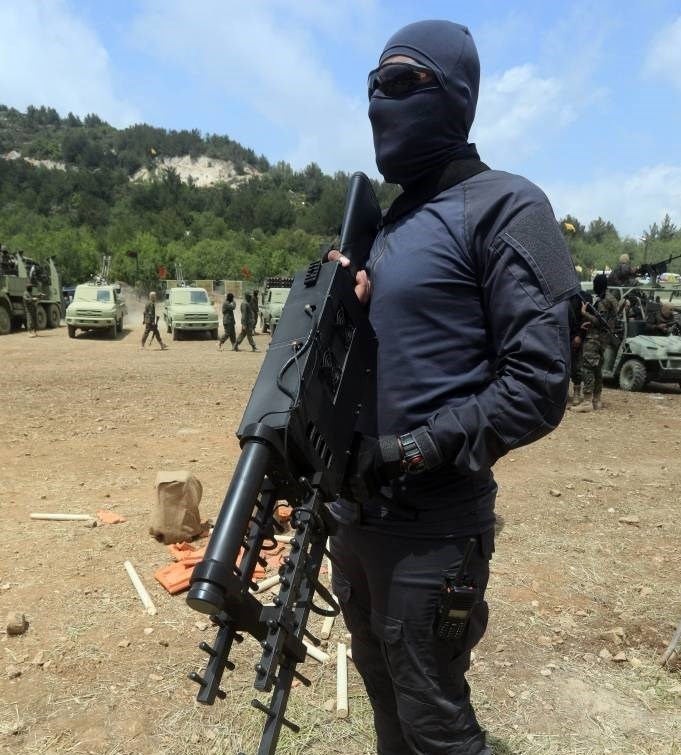
Combatent de la Força Redwan.

Segons Tal Beeri, la Força Radwan té accés a totes les armes de l'arsenal de Hezbol·là que poden ser rellevants per a les seves operacions, incloses totes les armes relacionades amb la infanteria i la guerra de comandaments disponibles al mercat d'armes. Utilitzen accessoris de combat, també d'origen occidental i rus.
La Força Radwan empra unitats petites i molt mòbils en motocicletes, quads i vehicles tot terreny lleugers equipats amb ATGM Kornet de fabricació russa.

### Uniformes
Amb motiu de la seva exposició el 2014, els militants de la Força Radwan portaven uniformes negres, cascs, passamuntanyes i ulleres fosques que amagaven els seus trets i estaven armats amb rifles d'assalt típics de les unitats de comando.
Segons el Centre d'Intel·ligència i Informació sobre Terrorisme Meir Amit, vinculat a les Forces de Defensa d'Israel, un vídeo del 2023 mostra un membre de la Força Radwan amb una boina vermella i amb una insígnia d'Al-Radwan a la màniga.